# Lech Nijakowski
Lech Michał Nijakowski (ur. 11 sierpnia 1977 w Opolu) – polski socjolog, publicysta, działacz lewicowy, doktor habilitowany nauk społecznych, profesor Uniwersytetu Warszawskiego.

## Wykształcenie i praca naukowa
Studiował na Uniwersytecie Warszawskim w ramach MISH, ukończył filozofię i socjologię. Magisterium na temat animozji narodowościowych na przykładzie Niemców na Śląsku zostało wyróżnione nagrodą im. Floriana Znanieckiego II stopnia. W 2005 obronił na UW pracę doktorską napisaną pod kierunkiem Aleksandry Jasińskiej-Kani pt. Konflikty narodowościowe i etniczne w wymiarze symbolicznym na temat symbolicznego wymiaru sporów o pomniki, groby, miejsca święte, rocznice wydarzeń historycznych, obecność w przestrzeni publicznej języka mniejszości. W 2014 został doktorem habilitowanym nauk humanistycznych po obronie rozprawy pt. Rozkosz zemsty. Socjologia historyczna mobilizacji ludobójczej. Pracował jako adiunkt w Instytucie Socjologii UW i kierownik Zakładu Socjologii Ogólnej. W 2019 powołano go na stanowisko profesora Uniwersytetu Warszawskiego.
Jest zastępcą redaktora naczelnego „Res Humana”, sekretarzem Towarzystwa Kultury Świeckiej, redaktorem naczelnym kwartalnika naukowego „Rubikon” (ukazującego się od 1998). Pracuje na Wydziale Socjologii UW i w Collegium Civitas.
Jest autorem i redaktorem kilku książek. Publikował m.in. w „Kulturze i Społeczeństwie”, pismach „Regiony”, „Śląsk” głównie na temat mniejszości narodowych, filozofii wojny, zagrożenia neofaszyzmem i biogenezy. Silny oddźwięk wywołał jego tekst „Neofaszyzm za rogiem” (w „Res Humana”), w którym krytykował polskie elity za przymykanie oka na ekstremistyczne ruchy neofaszystowskie i rasistowskie.

## Działalność polityczna i społeczna
Nijakowski zajmuje się problematyką mniejszości narodowych także w wymiarze praktycznym. Od 2001 jest stałym doradcą sejmowej Komisji Mniejszości Narodowych i Etnicznych; pracował nad Ustawą o mniejszościach narodowych i etnicznych oraz o języku regionalnym, uchwaloną w 2005, która umożliwiła dwujęzyczne nazewnictwo np. miast  i ulic. Działa w SLD, głównie w dyskusjach programowych; współorganizował m.in. spotkanie lewicy pozaparlamentarnej i antykapitalistycznej z mainstreamową w klubie Chłodna 25. W 2004 wybrany w skład Konwentu Programowego SLD. Jednym z wymiarów działalności na rzecz lewicy w Polsce było podjęcie tematyki marksowskiej w założonym przez Nijakowskiego studenckim czasopiśmie naukowym Rubikon, z którym współpracowało wielu lewicowych ideotwórców (m.in. Adam Ostolski i Maciej Gdula). W swoich publikacjach zwraca uwagę na obecność mowy nienawiści w dyskursie lewicowym.
Jest członkiem zarządu Stowarzyszenia na rzecz Rozwoju Społeczeństwa Obywatelskiego „Pro Humanum”.